# Idiodes robusta
Idiodes robusta är en fjärilsart som beskrevs av W. Warren 1903. Idiodes robusta ingår i släktet Idiodes och familjen mätare. Inga underarter finns listade i Catalogue of Life.